# Нижегородская (станция МЦК)
Нижегоро́дская — остановочный пункт Малого кольца Московской железной дороги, обслуживающий маршрут городского электропоезда — Московское центральное кольцо. Открыт 10 сентября 2016 года вместе с открытием пассажирского движения электропоездов МЦК. Расположен между остановочными пунктами Андроновка и Новохохловская. Назван по расположенной вблизи Нижегородской улице.

## Строительство
Строительные работы на перегоне были начаты в 2015 году. По конструкции отличается от основной массы платформ большим зданием под платформой, которое представляет собой будущий транспортно-пересадочный узел. В конце 2016 года основные строительные работы были завершены.
В 2020 году были открыты лестничные и эскалаторные наклоны в центральной части платформы, а также здание вестибюля ТПУ к востоку от эстакады МОЖД.

## Технические особенности
Пассажирский остановочный пункт МЦК имеет одну высокую островную платформу, расположенную между главными путями на эстакаде Малого кольца МЖД. К северу от платформы эстакада проходит над путями Горьковского направления, а к югу — над Рязанским проспектом. Вход через павильон ТПУ к востоку от платформы по лестнице и эскалаторам в центральной части платформы, а также через два лифта. Платформа оборудована двумя плоскими навесами, опирающимися на V-образные опоры.
Вход на станцию оборудован турникетами, которые начали действовать с 11 октября 2016 года по окончании бесплатного месяца функционирования МЦК. Вход на платформу в 2016—2020 годах осуществлялся через небольшой временный павильон со стороны Рязанского проспекта по ныне закрытой лестнице, расположенной вблизи южной оконечности платформы.
| - Турникетный павильон - Лестница на платформу (ныне закрытая) - Заделы под лифтовые шахты |

## Расположение и пересадки
Находится в ЮВАО, в Нижегородском районе. Входит в состав транспортно-пересадочного узла «Нижегородская», с пересадками на станцию метро «Нижегородская» Большой кольцевой и Некрасовской линий и платформу Нижегородская Горьковского направления МЖД.
| - Вид со стороны Рязанского проспекта - Общий вид (2018 год) сверху на платформы Нижегородская. Слева и внизу — котлованы строящейся станции метро |

## Пассажиропоток
Из 31 станции МЦК Нижегородская занимает 14-е место по популярности. В 2017 году средний пассажиропоток по входу и выходу составил 18 тыс. чел. в день и 552 тыс. чел. в месяц. Для некоторых поездов эта станция является конечной.

## Наземный общественный транспорт
На этой станции можно пересесть на следующие маршруты городского пассажирского транспорта:
- Автобусы: м7, е70, 51, 279, 429, 624, с679, 695, 766, 805, т63, н7